# Roedgen
Roedgen (en luxemburguès: Riedgen; en alemany: Roedgen) és una vila de la comuna de Reckange-sur-Mess del districte de Luxemburg al cantó d'Esch-sur-Alzette. Està a uns 8 km de distància de la Ciutat de Luxemburg.